# Kateder

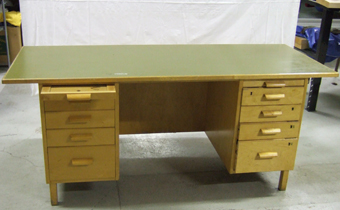
En skolkateder från 1960-talet.

Kateder är lärarens bänk i ett skolsal och brukar vara placerad längst fram i salen.
Ordet kateder finns belagt i svenskan från 1667, men förr oftare med betydelsen talarstol. Ordet härstammar från latinets cath´edra som betyder "bekväm stol" och grekiskans kathed´ra som betyder "stol" eller "säte".